# Maison des Babayagas
La maison des Babayagas est une création originale de résidence pour femmes âgées située à Montreuil en Seine-Saint-Denis. Ce projet a été porté par trois femmes : Thérèse Clerc, militante féministe française, qui en est l'initiatrice, Monique Bragard et Suzanne Gouëffic.

## Concept
Portant un regard différent sur le vieillissement, la Maison des Babayagas (qui tire son nom d'une figure de vieille sorcière de contes russes), constitue un projet particulièrement innovant. Pensé, en effet, comme une « anti-maison de retraite », le bâtiment est situé en pleine ville et donc tourné vers la Vie et les autres. Il permet aux femmes qui l'habitent de se prendre en charge et s'entraider pour bien vieillir.
Géré par une association, il se veut un lieu de vie privilégiant l'autonomie et la démocratie participative. Pendant plusieurs années, il s'est accompagné d'une Université populaire, l'UNISAVIE.

## Réalisation
Thérèse Clerc commence à y réfléchir en 1995, à la suite de la mort de sa mère. Monique Bragard et Suzanne Gouëffic rejoignent l'aventure en 2001. Le projet, bien avancé en 2003,  en pleine année de la canicule, se heurte à de nombreuses difficultés, notamment en termes de financement. Cependant, il finit par aboutir après dix années de lutte grâce à l'obstination de Thérèse Clerc, Monique Bragard et Suzanne Gouëffic, et avec le soutien public qui lui fut apporté. Les travaux débutèrent en octobre 2011 et la Maison des Babayagas fut inaugurée en février 2013. 
Le bâtiment de six étages compte vingt-et-un logements pour femmes de plus 60 ans et quatre pour des jeunes de moins de 30 ans. Les parties communes accueillent des activités ouvertes aux résidentes, comme des ateliers de dessin.

## Charte
Une charte est élaborée et rédigée comme fondement de la vie dans cette communauté intentionnelle.